# Уторгош
У́торгош — посёлок при станции в Шимском районе Новгородской области, административный центр Уторгошского сельского поселения.
Посёлок расположен на пересечении автодороги Р52 Феофилова Пустынь — Шимск и железной дороги Санкт-Петербург — Дно — Витебск. Железнодорожная станция Уторгош действует с 1903 года. Рядом с посёлком протекает река Мшага — приток Шелони.

## История
Название образовано от древнеславянского личного имени Уторгость.
Упоминание об Уторгоше содержится в писцовых книгах Шелонской пятины за 1498 год:
«Деревня Уторгошъ воли великому князю своеземцем со Демою Захаровым. За великим князем 2 двора, пашни 12 коробей, сена 200 копенъ».
«Великого князя погостъ Уторгошъ на Варварской земле. А на нем церковь Преображение Спасово. А людей нетяглых: дв. попъ Рементей да Никитка дьяк».
Территория современного Уторгошского сельского поселения многократно меняла своё подчинение:
- до 1708 года в находилась в составе Шелонской пятины Земли Новгородской (в 1478 году присоединена к Московской Руси);
- c 1708 года в составе Ингерманландской губернии;
- c 1727 года в составе Новгородской губернии;
- c 1917 года в составе Петроградской (Ленинградской) губернии;
- c 1921 года в составе в составе Северо-Западной области;
- с 1 января 1927 года в составе Ленинградской области;
- с 1 июля 1944 года в составе Новгородской области.

Населенный пункт Уторгош получил заметное развитие после строительства через него магистральной железной дороги. Движение по новой железной дороге было открыто в 1903 году. Проектным названием новой станции стало название реки — Мшага, однако, уже в 1904 году станция была переименована и получила нынешнее название Уторгош.
В 1941 году Уторгошский район был оккупирован немецко-фашистскими захватчиками и стал центром партизанского движения Новгородской области. В конце зимы 1944 года части Советской армии освободили Уторгош.
До начала 1960-х Уторгош был центром Уторгошского района, а прежде, до 1927 года — центр Уторгошской волости Лужского уезда.

## Население
| 1959 | 2010  |
| ---- | ----- |
| 1714 | ↘1091 |

## Люди, связанные с Уторгошью
В районе железнодорожной станции Передольская, 1 февраля погиб лётчик Синчук, Василий Прокофьевич, таранным ударом уничтожив немецкий бомбардировщик Junkers Ju 88. 13 апреля 1944 года ему посмертно присвоено звание Героя Советского Союза. Самолёт с останками лётчика был обнаружен в болоте близ Уторгоша в августе 1951 года школьниками В. Железковым и А. Максимовым. Василий Прокофьевич Синчук был захоронен на кладбище посёлка Уторгош, а на его могиле установлен гранитный обелиск.

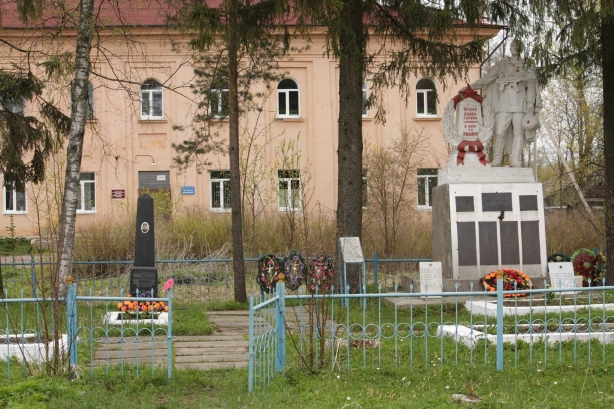
Уторгош. Сквер славы

В Уторгоши народным судьёй работал драматург Виктор Курочкин.